# Belokamennaja
Belokamennaja (in russo: Белока́менная) è una delle 31 stazioni dell'anello centrale di Mosca. La stazione è sita in una zona piuttosto isolata tra i quartieri di Bogorodskoe e Metrogorodok nel distretto amministrativo orientale, immersa nel Parco nazionale Losinij Ostrov, una delle foreste urbane più grandi del mondo.
Con un'utenza media di 1000 passeggeri al giorno, è la stazione meno frequentata dell'intera linea. 

## Strutture e impianti
La stazione include una banchina laterale il cui accesso viene effettuato dal passaggio pedonale sotterraneo.

## Interscambi
La stazione di Belokamennaja è servita da alcune autolinee bus.
- Fermata autobus

## Galleria d'immagini

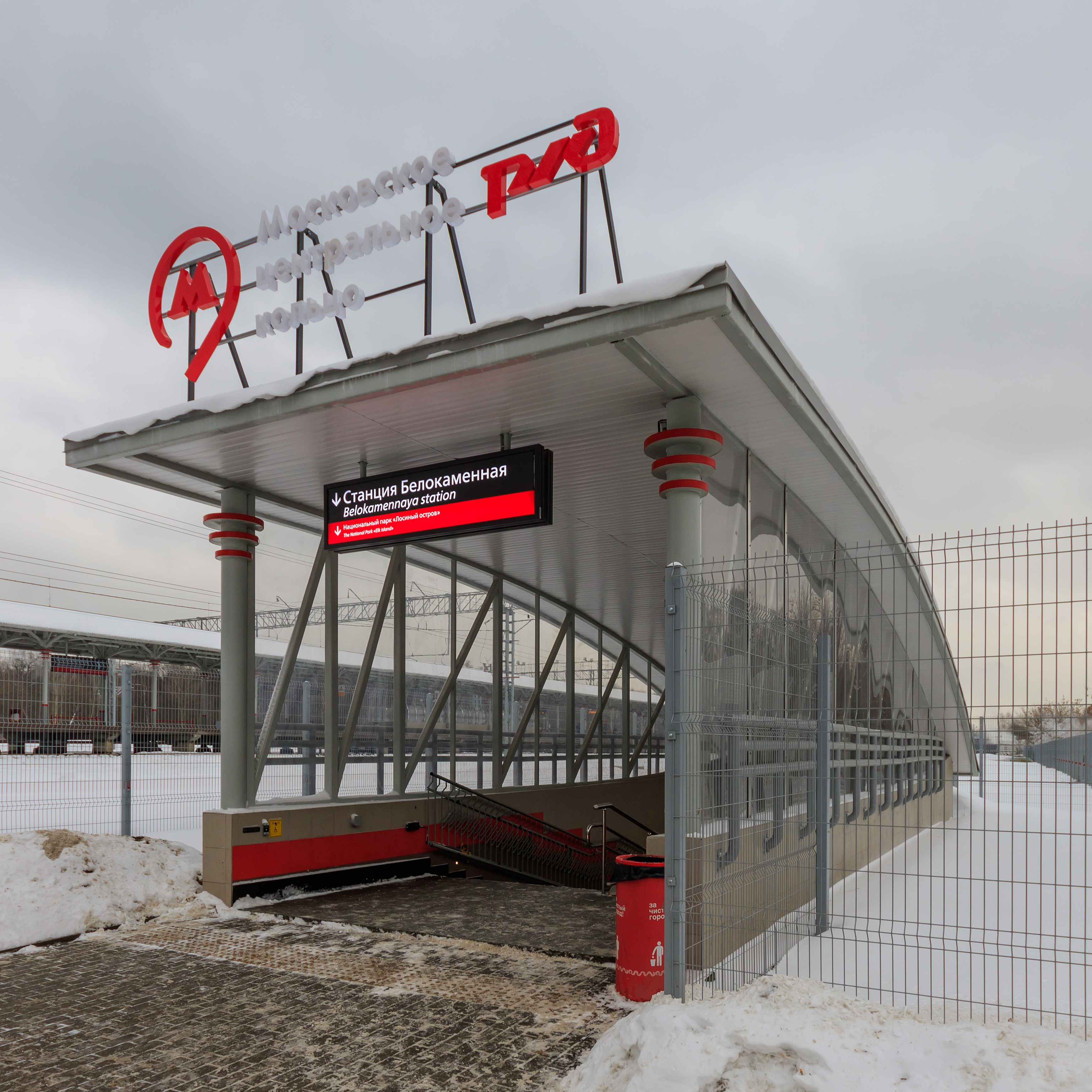
L'ingresso del sottopassaggio che conduce alla stazione
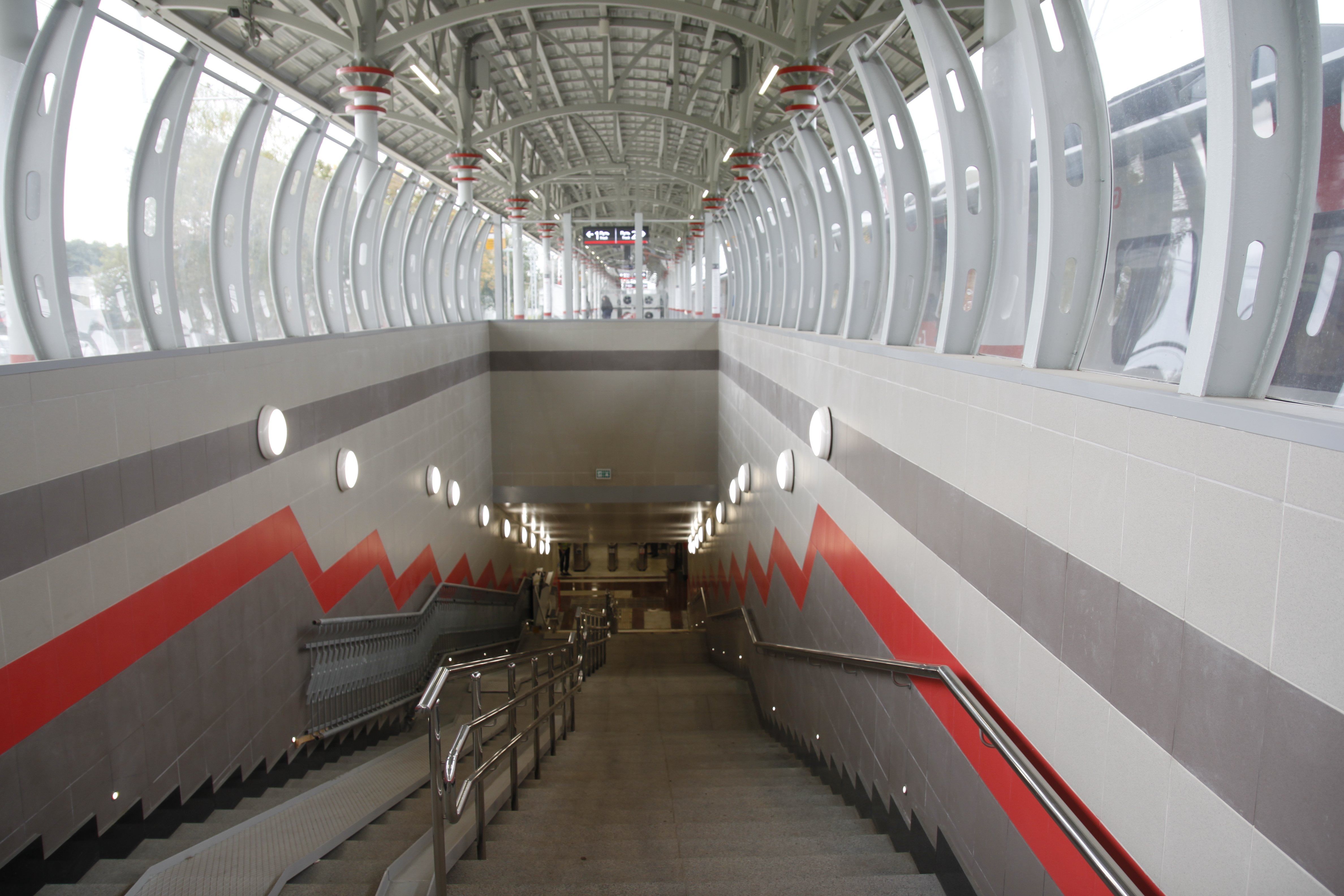
Scale di uscita
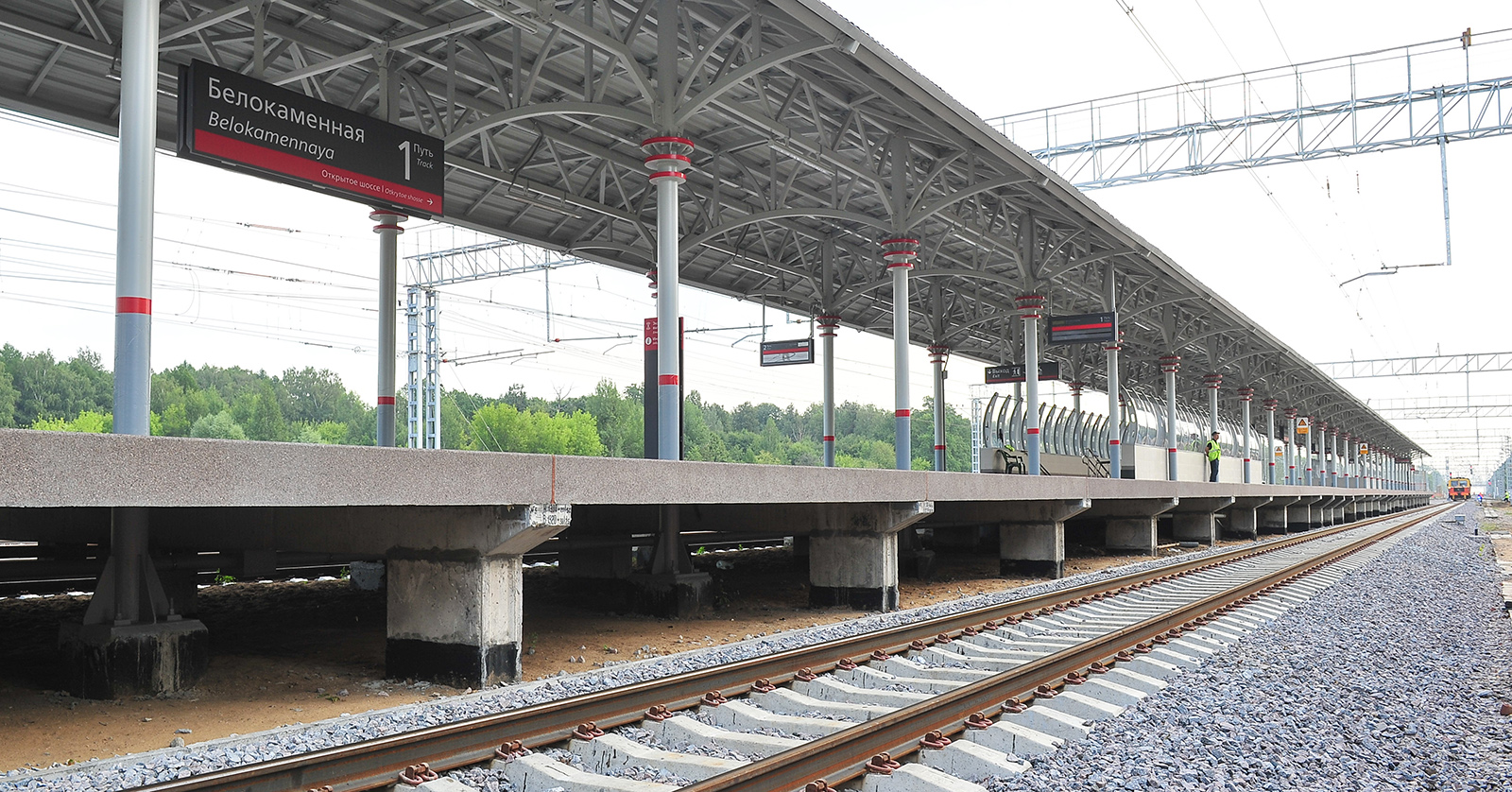
Vista della stazione dall'esterno